# Rahul Rawail

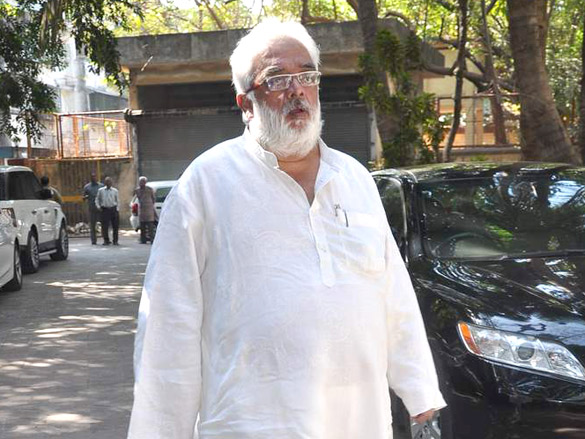
Rahul Rawail

Rahul Rawail (Hindi राहुल रवैल Rāhul Ravail; * 7. April 1951 in Bombay) ist ein indischer Filmregisseur des Hindi-Films.

## Leben
Rahul Rawail wurde als Sohn des Regisseurs Harnam Singh Rawail in Bombay geboren. Er war Klassenkamerad von Rishi Kapoor, wodurch er seine Karriere in der Hindi-Filmindustrie als Assistent von Raj Kapoor beginnen konnte. Er war unter anderem an den Filmproduktionen Kal Aaj Aur Kal (1971), Mera Naam Joker (1972) und Bobby (1973) beteiligt. Nach sieben Jahren bei Kapoor übernahm Rahul Rawail seine erste Regiearbeit bei Love Story; einer Produktion von Rajendra Kumar, mit der dieser seinen Sohn Kumar Gaurav als Darsteller lancieren wollte, die jedoch lange verzögert wurde und schließlich nicht unter Rawails Namen erschien.
Er schrieb das Drehbuch zu Deedar-e-Yaar (1982), dem letzten unter der Regie seines Vaters entstandenen Film. Er wurde einer der größten Flops des Hindi-Films der 1980er-Jahre und H.S. Rawail trat danach nur noch als Produzent von Filmen Rahul Rawails in Erscheinung. Er führte Regie bei den Schauspieldebüts von Dharmendras Sohn Sunny Deol (Betaab, 1983) und Kajol (Bekhudi, 1992).
2010 eröffnete Rawail eine eigene Schauspielschule (StellAdler – Studio Of Acting), in der nach den Prinzipien des Method Acting gelehrt wird.

## Filmografie
- 1980: Gunehgaar
- 1981: Love Story
- 1981: Biwi-o-Biwi
- 1983: Betaab
- 1985: Arjun
- 1986: Samundar
- 1987: Dacait
- 1988: Honee Anhonee – Fernsehserie
- 1988: Dharam Yuddh – Fernsehserie
- 1990: Jeevan Ek Sangharsh
- 1991: Yodha
- 1991: Mast Kalandar
- 1992: Bekhudi
- 1994: Anjaam – Heute Liebe, morgen Rache (Anjaam)
- 1997: ...Aur Pyaar Ho Gaya
- 1999: Arjun Pandit
- 2001: Kuch Khatti Kuch Meethi
- 2005: Jo Bole So Nihaal
- 2007: Is Pyaar Ko Kya Naam Doon
- 2007: Buddha Mar Gaya